# Club de Rugby San Roque
El Sant Roc o Club de Rugby San Roque és un club de rugbi fundat en 1971 a València, quan un professor del Col·legi Públic Sant Roc de Benicalap (València) reuneix un grup d'alumnes i crea una escola d'aquest esport. En l'actualitat, milita en la Segona Divisió Territorial de la Federació de Rugbi de la Comunitat Valenciana y compta amb un equip a totes les categories inferiors.
Entre els seus èxits més recents, destaca la promoció a Primera Nacional l'any 2000, amb imbatibilitat a la fase regular i la consecució per part de l'equip cadet del Campionat Cadet B a la temporada 2004/05.

## Pedrera
Des de fa més d'una dècada, el club enfoca nombrosos esforços promocionant la pedrera. L'entitat ha consolidat al Col·legi Santa Maria de València la base on manté tots els seus equips inferiors, des de Subprebenjamins (menys de 6 anys, corresponents a Educació Infantil) fins a cadets. A més, als mesos previs al començament del curs escolar, els seus entrenadors inicien el procés de captació amb diversos enfocaments a distints col·legis de la ciutat.
Aquest procés finalitza amb l'arribada dels primers jugadors de la pedrera a l'equip Senior, els quals van començar quan el club donà inici a les activitats esportives del Santa Maria.
El temps dedicat a la promoció i rendiment de la pedrera es materialitza amb les convocatòries de diversos jugadors del club a les categories inferiors de la selecció valenciana de rugbi i en concret amb la participació, també en categories inferiors, a la Selecció espanyola de rugbi, disputant tornejos d'àmbit internacional.